# Гоулер (аеродром)
Аеродром «Гоулер» (англ. Gawler Aerodrome) — аеродром невеличкого міста Гоулер в Південній Австралії. Аеропорт належить уряду Південної Австралії. Експлуатує аеропорт Планерний клуб Аделаіди.

## Історія
Аеродром був побудований ВПС Австралії у 1941 році під час Другої світової війни, як військово-повітряна база.

### Підрозділи, які базувалися на аеродромі
- Бездротова передавальна станція Аделаіди — загін
- Група телекомунікацій Гоулер Королівських військово-повітряних сил Австралії
- Група постачання Королівських військово-повітряних сил Австралії № 11
- Ескадрілья Королівських військово-повітряних сил Австралії № 21
- Ескадрілья Королівських військово-повітряних сил Австралії № 86